# CRAZY-MAX
CRAZY-MAX（クレイジー-マックス）は、かつて日本のルチャリブレ系プロレス団体の闘龍門及びDRAGON GATEで存在したヒールユニット。

## メンバー
- CIMA（リーダー）
- SUWA
- ドン・フジイ

以上が「オリジナルCRAZY-MAX（オリジナル・クレイジー-マックス）」と呼ばれた3人である。
- TARU

## 元メンバー
- MAKOTO
- チョコボールK-ICHI
- ストーカー市川
- JUN

## 歴史
1996年、メキシコ上陸後、意見が合わなくなっていた同じ闘龍門1期生のマグナムTOKYOを除いたシーマ・ノブナガ（現：CIMA）、ジュードー・スワ（現：SUWA）、スモー・フジ（現：ドン・フジイ）の3人で結成。当初のユニット名は、それぞれの性格を象徴したイメージで「○×△トライアングル（まるぺけさんかくトライアングル）」に決定していたがSUWAの「キ○ガイ野郎どもの集まり」というニュアンスで「CRAZY-MAX（クレイジー-マックス）」を提案して落ち着いた。後に多留嘉一（現：TARU）が合流（このとき一時「C-MAX with T」を名乗る。元ネタは歌手の「H jungle with T」より。なおフジイは知らなかった）その後、メンバーを度々加入させるも根付かず結局この4人のまま最後まで活動。あの独特のロゴマークは「悪の華」を意味していた。
1998年、SASUKEにカレー粉で買収されてヒールユニット「SASUKE組」に加入して、みちのくプロレスに参戦。
2001年9月、一時、ルードの色がなくなることに反発したSUWAが脱退。
2002年4月、脱退していたSUWAが再加入。
2004年7月、活動の場を闘龍門JAPANからDRAGON GATEに移すが旗揚げシリーズ終了後にSUWAがDRAGON GATEを退団して後にTARUもDRAGON GATEを退団したことで長きに渡る歴史に幕を下ろした。

## タイトル歴
- みちのくふたり旅優勝
- UWA世界6人タッグ王座
- ULTIMO DRAGON GYM王座

## エピソード
- WCWのTVマッチにあまり放映されない前座として出演していた時代にホテルで普段食べられない豪華なバイキング料理を前に自我が崩壊して目の色を変えて「食いだめ」とばかりにむさぼり食っていた。CIMAは「パンパンに体重が増えたがメキシコに着いた3日後には痩せていた」とインタビューで語っていた。
- 上記の○×△トライアングルも、そんな自我が崩壊した状態で決めていたとCIMAとSUWAがインタビューで語っていた。この時ドン・フジイは2人に任せっきりだったという。
- 入場するときに披露していた「クレイジーファッキン」のポーズは西川のりおの定番ギャグ「ツクツクボーシ」を真似たものだった。

## スーパーCURRY-MAX
スーパーCURRY-MAX（スーパー・カレー-マックス）は、かつてCRAZY-MAXのメンバーがみちのくプロレスに参戦した際に、みちのくプロレスで開催された「ふく面ワールドリーグ戦」に参戦していた2人の外国人選手と意気投合して、みちのくプロレスで活動していたヒールユニット。
メンバー
- CIMA（リーダー）
- SUWA
- ドン・フジイ
- スーパー・ボーイ
- カレーマン

## ミニCRAZY-MAX
ミニCRAZY-MAX（ミニ・クレイジー-マックス）は、かつて闘龍門Xで存在したCRAZY-MAXのミニ版ヒールユニット。
メンバー
- ミニCIMA（リーダー）
- SUWAシート
- スモール"ダンディ"フジ
- TARUシート（初代）
- TARUシート（2代目）